# هيئة السكك الحديدية الكويتية
هيئة السكك الحديدية الكويتية، هي هيئة كويتية قيد الإنشاء، ستكلف بإدارة وتشغيل منظومة خطوط السكك الحديدية الكويتية عند الانتهاء من إنشائها، وقد أعلن عن أن الهيئة ستُشكل من القطاعين العام والخاص شراكة وستكون مفتوحة للمساهمة.